# ایمی شرمن-پالادینو
ایمی شرمن پالادینو (انگلیسی: Amy Sherman-Palladino؛ زادهٔ ۱۷ ژانویهٔ ۱۹۶۶) فیلم‌نامه‌نویس، کارگردان، تهیه‌کننده اجرایی اهل ایالات متحده آمریکا است.
از فیلم‌ها یا مجموعه‌های تلویزیونی که وی در آن‌ها نقش داشته است، می‌توان به خانم میزل شگفت‌انگیز، دختران گیلمور: یک سال در زندگی و دختران گیلمور اشاره نمود.